# Teatro Cervantes (Málaga)
El Teatro Cervantes de la ciudad española de Málaga es uno de los espacios escénicos más antiguos de la capital de la Costa del Sol. Data de 1870 y cuenta con mil doscientas localidades. Es la sede principal del Festival de Málaga

## Historia
El teatro fue construido en el año 1869, tras la destrucción en un incendio del Teatro del Príncipe Alfonso, que era como se denominaba al antiguo Teatro de la Merced tras la visita que en el año 1862 realizó a la ciudad la reina Isabel II. Después de aquel desgraciado suceso, se decidió la construcción de un nuevo teatro bajo la dirección del arquitecto Gerónimo Cuervo, que fue inaugurado en 1870 con el nombre Teatro Cervantes.

## Descripción

### Estructura
El inmueble tiene planta poligonal. Su interior se estructura con un cuerpo rectangular compuesto de un amplio vestíbulo y antesala desde donde parten escaleras que conducen a las dependencias superiores. La antesala comunica, a través de tres accesos, con un cuerpo central en forma de herradura que constituye el patio de butacas, sobre el que se disponen cuatro pisos, uno de platea, dos de palcos y la planta de paraíso. En los laterales de esta sala se encuentran las escaleras de subida a los palcos. El escenario presenta planta rectangular de grandes dimensiones, tiene comunicación con la calle posterior del teatro y, dada su amplitud, posibilidad de desarrollar grandes espectáculos. La caja de embocadura es ligeramente cuadrada y se encuentra decorada con rosetas inscritas en un cuadrado.
El sistema de sujeción del inmueble se realiza mediante muros, pilares y columnillas de hierro fundido dispuestas en platea y palcos.

### Decoración

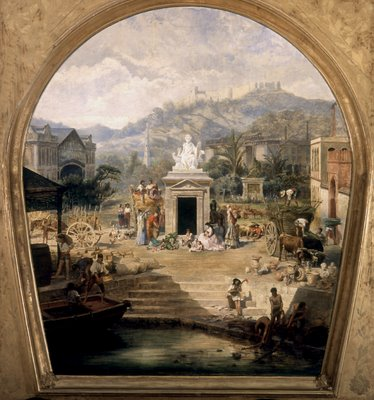
Boceto de Alegoría de la Historia, Industria y Comercio de Málaga por Bernardo Ferrándiz.

Su decoración es también obra de Gerónimo Cuervo en lo que respecta a los elementos adosados en los antepechos de los palcos y el diseño general, siendo el proscenio la zona donde la decoración es más abundante. Este presenta el antepecho de los palcos realizados con balaustres de hierro de formas curvadas, flanqueados con pilastras acanaladas de capitel corintio de libertad decorativa, terminando la zona superior con base decorada con rosetas. 
La sala o patio de butacas se encuentra cubierta con un lienzo pintado al óleo en 1870 por Bernardo Ferrándiz y sus colaboradores Antonio Muñoz Degrain, Marterino, Carreto, Matarredonda, Barco y Pérez, llamado Alegoría de la Historia, Industria y Comercio de Málaga. Muestra un resumen alegórico de la ciudad al representar los signos de identificación de Málaga en el siglo XIX; la Industria, el Comercio y el Puerto. La composición está centrada por un templete con la figura de las Bellas Artes, representada como una matrona portando sus atributos. Los extremos lo ocupan dos de las actividades principales de este puerto: a la derecha el copo, faena amenizada por un guitarrista formando una estampa de la pintura costumbrista de la época, a la izquierda la carga y descarga de mercancías y objetos suntuarios nos remiten al puerto y a su función en la ciudad. Esta zona se enlaza con la referencia a la Industria, situando a ambos lados la fábrica de azúcar y los altos hornos de la industria de los Heredia, a la derecha y a la izquierda el Progreso, mediante la representación de la estación de ferrocarril. De la Málaga del XIX aparece el monumento a Torrijos en la plaza de la Merced. El fondo está dominado por el castillo de Gibralfaro. El lienzo mide 19 x 16,5 m.

### Fachadas
En el exterior, la fachada principal se estructura con alzado de tres plantas, en ella sobresale de línea de fachada el cuerpo central quedando los dos extremos retranqueados. Toda la fachada presenta el paramento decorado con marcadas líneas horizontales. La zona baja se cubre con un zócalo realizado con rectángulos de piedra. En cada una de las tres plantas se abren cinco vanos adintelados dispuestos en eje, excepto en la planta baja, que de los cinco vanos que dan acceso al interior del inmueble los tres centrales son de medio punto. En origen esta fachada albergaba cinco farolas de hierro fundido, actualmente sustituidas por un alero de forma elíptica dispuesto sobre las tres entradas centrales.
El tránsito al primer piso se realiza a través de una marcada cornisa. Cada uno de los tres vanos centrales se encuentra flanqueado mediante columnas corintias de fustes estriados y dispuestas sobre pedestales cajeados. La zona superior de los cinco ventanales presenta decoración de estucos con motivos vegetales, mascarones en el centro y rosetas en los laterales.
El segundo piso se compone de un friso corrido decorado con rosetas, concentrándose la mayor parte de esta decoración en la zona central. Termina en un pretil a modo de zócalo corrido separado por franjas horizontales. Los tres vanos centrales están flanqueados con pilastras corintias sobre pedestales. La fachada se remata con una cornisa que da paso al antepecho, terminando en la parte central con un frontón retranqueado en forma de piñón quebrado con decoración trilobulada en la parte central.
La fachada lateral responde al proceso de rehabilitación iniciado en 1985. Se trata de un edificio nuevo para uso administrativo y camerinos, así como el bar de la ópera transformado en sala de exposiciones temporales, todo ello con un lenguaje funcional y perfectamente trabado con el inmueble original. En el año 2016 el patio de butacas se repara para reemplazar la madera del suelo, dañada por los años y la humedad.

## Programación
Los espectáculos programados por el teatro Cervantes se distribuyen según la ordenación clásica y común de los géneros escénicos: lírica, música, teatro y danza, a su vez divididos en multitud de variantes.